# 野岩鉄道会津鬼怒川線
会津鬼怒川線（あいづきぬがわせん）は、栃木県日光市にある新藤原駅から福島県南会津郡南会津町にある会津高原尾瀬口駅までを結ぶ、野岩鉄道の鉄道路線である。愛称は「ほっとスパ・ライン」。
東武鉄道鬼怒川線と会津鉄道会津線のそれぞれ終点を結び、東武鉄道浅草駅から伊勢崎線・日光線・鬼怒川線および本路線と会津鉄道会津線・東日本旅客鉄道（JR東日本）只見線を経由して会津若松駅へと続く、東京と福島県会津地方を短絡するルートの一部となっており、浅草駅と会津田島駅を結ぶ特急列車「リバティ会津」や、鬼怒川温泉駅と会津若松駅を結ぶ快速列車「AIZUマウントエクスプレス」が本路線を通り抜ける。

## 概要
栃木県と福島県の県境にある急峻な山間部を通っており、起点新藤原駅の標高は425.3 m、終点会津高原尾瀬口駅の標高は722.5 m、駅ではもっとも高い位置にある男鹿高原駅の標高は759.7 mとなっている。日本鉄道建設公団により高規格な路線として建設されたため、ほとんどの区間がトンネル、高架・橋梁による直線区間で構成されており、全駅停車の列車でも全線の所要時間は約35分・表定速度は約50 km/hであり、平地の鉄道と変わらない高速運行が可能となっている。トンネルの数は18、橋梁は64か所あり、踏切は新藤原駅付近の1か所と両端の駅の構内踏切を除いて存在しない。
路線のほとんどが山岳地帯にあり、川治湯元駅以北の本路線沿線には民家はおろか田畑もほとんど見られない。利用客の大多数が東京都やその近郊から東武線を乗り継いで観光・保養に訪れる定期外利用で占められており、通勤・通学定期利用者は極めて少ない。
路線のほとんどが日光国立公園内にある。また、沿線の駅のうち最北端の会津高原尾瀬口駅のみが福島県南会津町内にあり、栃木県側にある残りの駅は2006年の（新）日光市発足により全て日光市内に所在する。沿線・周辺地域に鬼怒川、川治、湯西川、塩原、奥鬼怒、湯ノ花など多くの温泉地があることを広くPRするため、2006年3月のダイヤ改正にあわせて路線愛称「ほっとスパ・ライン」の使用を開始した。

## 路線データ
- 路線距離（営業キロ）：30.7 km
- 軌間：1067 mm
- 建設主体：日本鉄道建設公団（現 独立行政法人 鉄道建設・運輸施設整備支援機構）
- 駅数：9駅（起終点駅含む）
- 複線区間：なし（全線単線）
- 電化区間：全線（直流 1500 V）
- 閉塞方式：特殊自動閉塞式
- 最高速度：80 km/h [2]
- IC乗車カード対応区間：なし

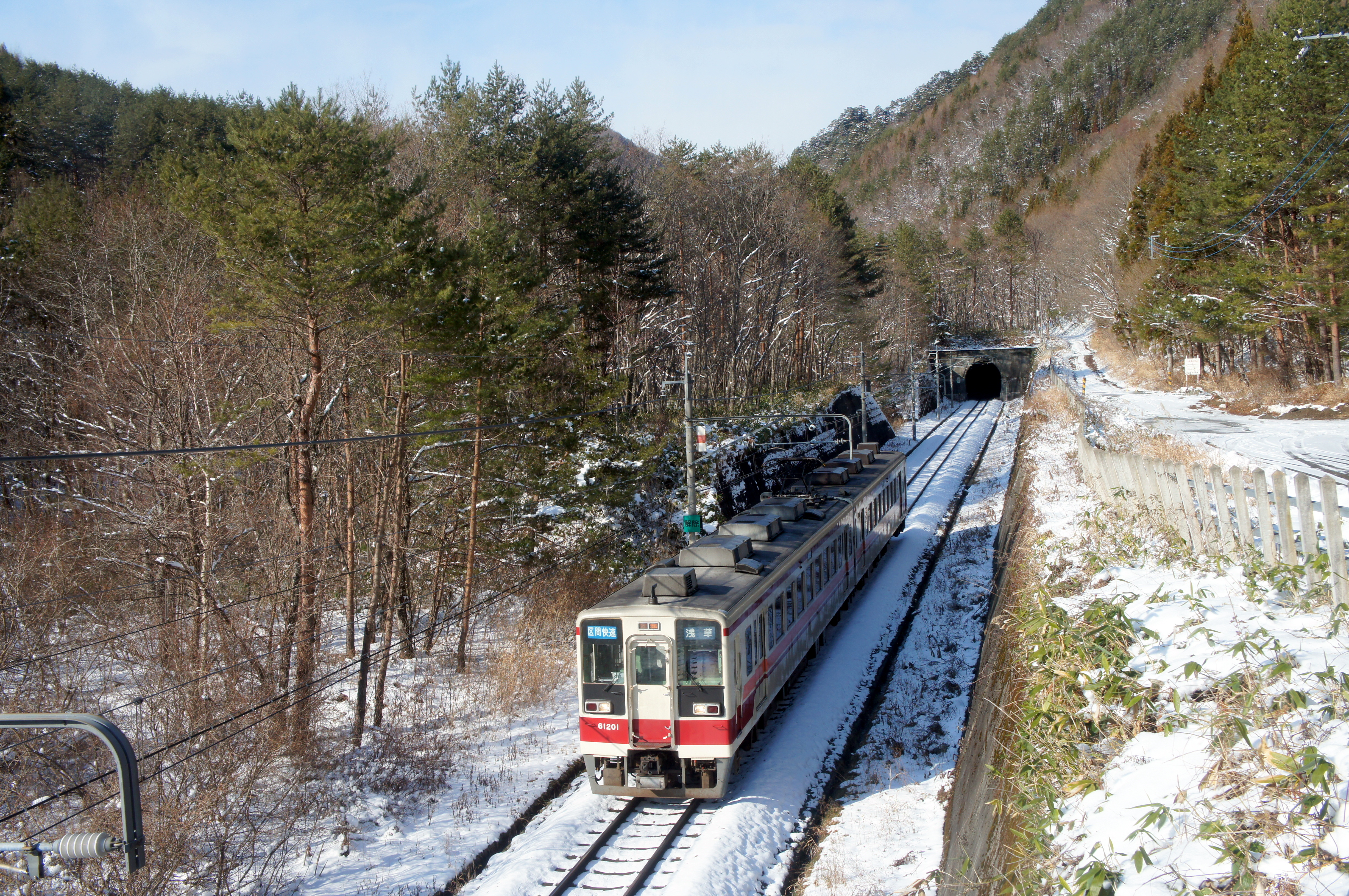
会津鬼怒川線の男鹿高原駅付近を走る電車。 （2011年12月21日）
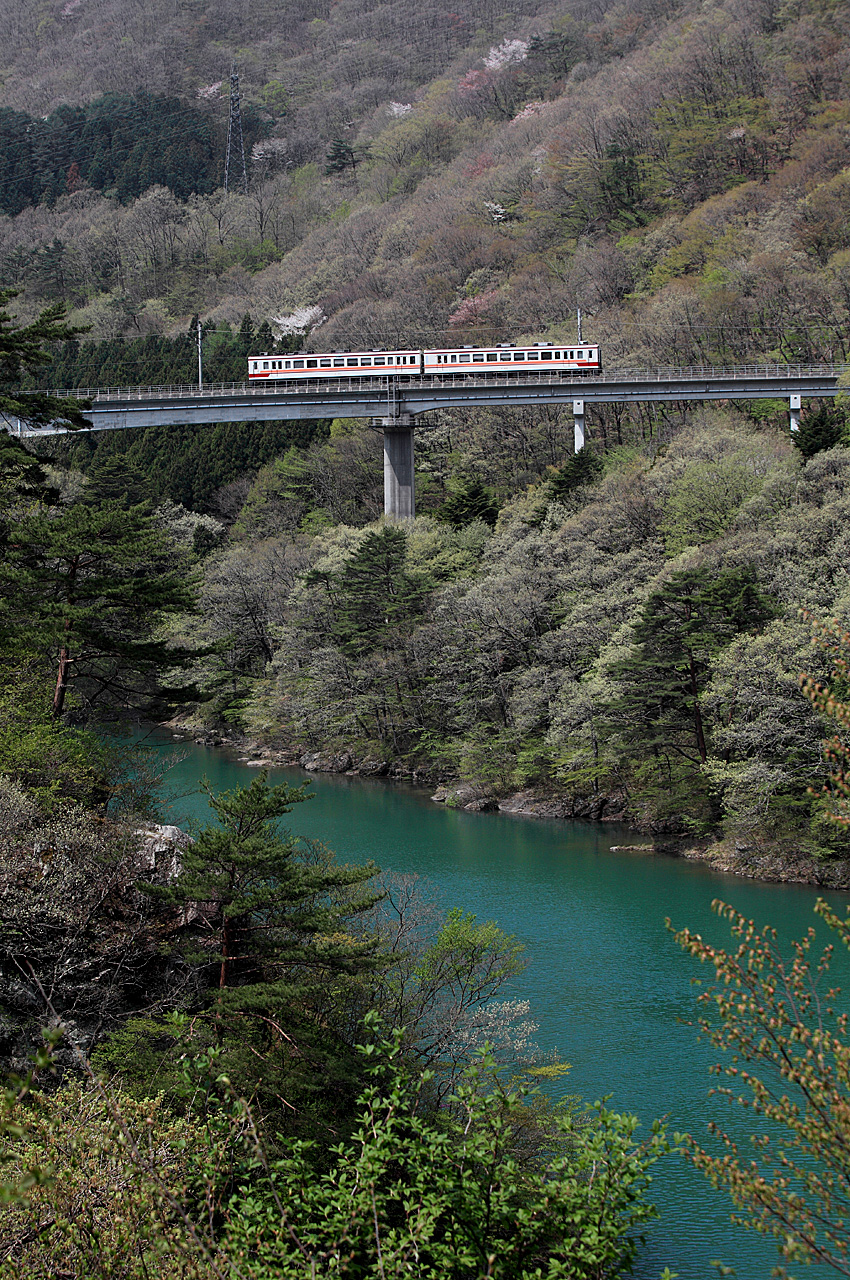
川治湯元駅 - 川治温泉駅間の橋梁を渡る電車。 （2010年5月5日）
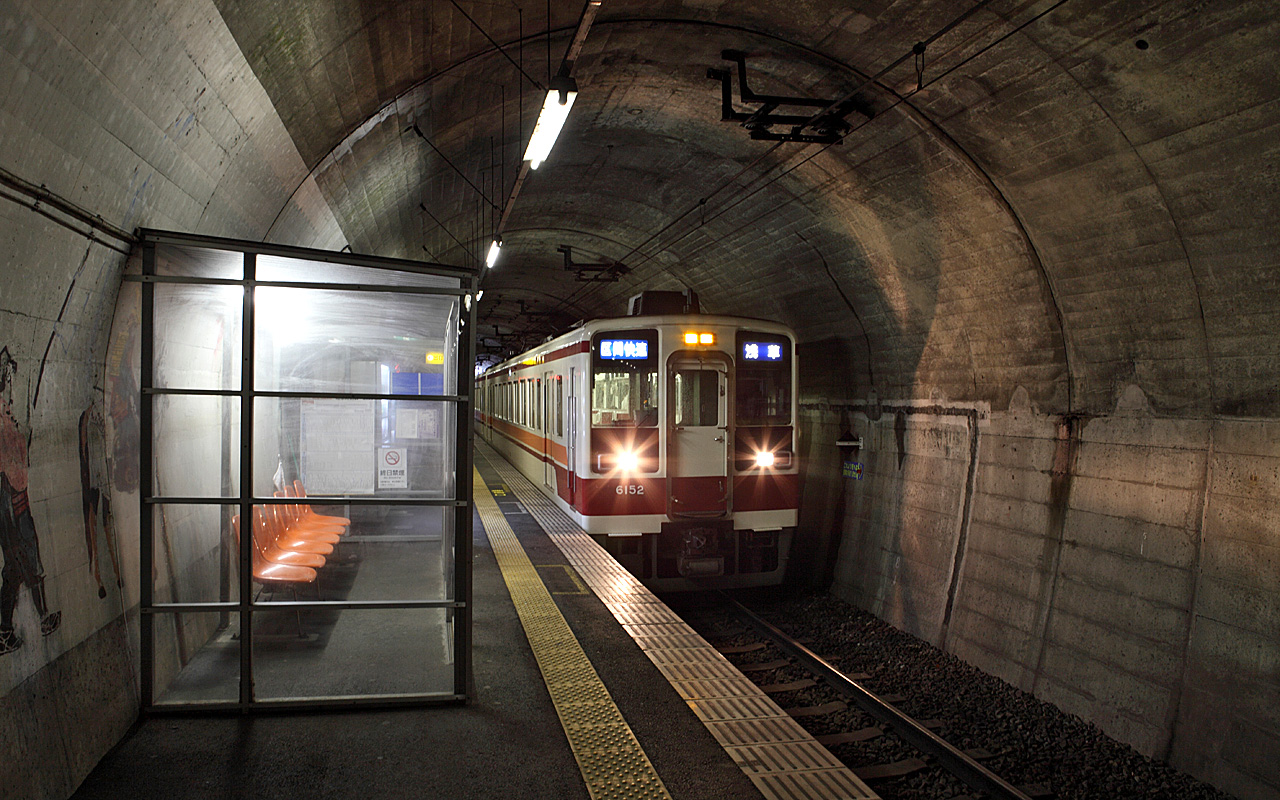
トンネル内にある湯西川温泉駅。 （2010年5月7日）

## 運行形態
以下の列車種別が設定されている（あるいは設定されていた）。前後の東武鬼怒川線・会津鉄道会津線と異なり、ワンマン運転は実施していない。
なお、会津鉄道には電車列車の運転に必要な甲種電気車運転免許の所持者が在籍していない一方、野岩鉄道には気動車列車の運転に必要な甲種内燃車運転免許所持者が在籍していない。そのため、電車列車については野岩鉄道の運転士・車掌が新藤原駅から会津田島駅まで通し乗務し、気動車列車については会津鉄道の運転士が当路線内でも運転業務を行う（東武鉄道線内も同様）。
下記のほか、かつては季節列車として「スカイツリートレイン南会津号」や「お座トロ展望列車湯めぐり号」が運転されていた。

### 現在の列車種別

#### 特急「リバティ会津」
2017年4月21日に運行を開始。当路線を介して東武伊勢崎線（東武スカイツリーライン）浅草駅 - 会津鉄道会津線会津田島駅間を結ぶ列車で、1日4往復設定されている。当路線内では男鹿高原駅を除く各駅に停車する。
当路線内での特急料金は380円（2019年10月1日改定）であるが、会津鬼怒川線内を含む鬼怒川温泉駅 - 会津田島駅間のみを、座席の指定を行わず乗車する場合は、特急料金は不要となる。
使用車両は、東武鉄道の500系電車「リバティ」である。

#### 快速「AIZUマウントエクスプレス」
2005年3月1日に当路線への直通運行を開始した。当路線を介して東武鬼怒川線鬼怒川温泉駅 - JR東日本只見線会津若松駅間を結ぶ列車で、午前中に1日1往復設定されている。当路線内では男鹿高原駅を除く各駅に停車する。
2021年3月12日までは2往復が運転されており、1往復は鬼怒川温泉駅まで、もう1往復は東武日光駅まで乗り入れていた。翌13日のダイヤ改正で鬼怒川温泉発着の1往復が廃止され、さらに2022年3月12日の改正では残りの1往復が鬼怒川温泉駅発着に短縮された。
使用車両は、会津鉄道のAT-600形・AT-650形気動車およびAT-700形・AT-750形気動車である。2006年3月18日から2013年3月15日まで、AT-600形・AT-650形を使用する列車は「AIZU尾瀬エクスプレス」の列車名で運転されていた。

#### 区間快速
2021年3月13日のダイヤ改正で新設された種別。同改正における「AIZUマウントエクスプレス」削減を受けた代替として、会津田島駅発新藤原駅行き1本のみ設定された。当路線内では各駅に停車するが、会津鉄道線内の途中駅は無停車で運行されていた。2022年3月12日のダイヤ改正での会津鉄道との直通運転縮小に伴い、わずか1年で一旦廃止された。
2025年3月15日のダイヤ改正で、普通列車の運転区間を延長する形で、鬼怒川温泉駅・新藤原駅 - 会津田島間直通により2往復が再設定された。このうち鬼怒川温泉駅発着列車は同駅で下りが東武の特急「スペーシアX」、上りが特急「リバティきぬ」と接続するが、東武鬼怒川線内では「普通」として案内される。

#### 普通
「リバティ会津」や区間快速の運行のない朝晩の時間帯に、1日3往復運行される。線内のみの折り返し運転で、前述の区間快速と合わせて各駅に停車する列車は5往復設定されている。
かつては長らく、前述の特急・快速列車同様に東武鬼怒川線から当路線を介して会津線会津田島駅までを直通する運行形態がとられていた。しかし2022年3月12日のダイヤ改正で会津線と鬼怒川温泉以南への乗り入れが廃止され、ほぼ全列車が線内完結運転となり、「リバティ会津」の運行時間帯には原則運転されなくなった。ただし、臨時で会津田島駅まで乗り入れる事がある。
早朝の1往復を除き、線内区間ではサイクルトレインを実施しており（年末年始・ゴールデンウィーク・お盆期間など繁忙期は除外）、事前に申し込むことで自転車の車内持ち込みが可能。乗降可能駅は新藤原駅・川治湯元駅・湯西川温泉駅・会津高原尾瀬口駅のみ。
使用車両は、野岩鉄道所有の6050系電車である。ただし車両が2編成しかなく、2023年から2024年1月まではこのうち1編成が「やがぴぃカー」としてリニューアル中で、もう1編成が検査入りした際や、多客時の臨時列車で東武634型スカイツリートレインが特別料金不要で代走していた。
2025年3月15日のダイヤ改正で、前述のように普通列車のうち2往復が会津田島駅まで運転区間を延伸し、区間快速として運転されるようになった。

#### 「やがぴぃカー」
2024年1月26日より、6050系電車のうち61103F（61103・62103号車）を改修した「やがぴぃカー」を土休日中心に新藤原駅 - 会津高原尾瀬口駅間で3往復または2往復運行している。「やがぴぃ」とは野岩鉄道のマスコットキャラクターの名前である。61103号車「やがぴぃカー」には畳席、掘りごたつ席および廃車となった61101・62101号車の運転台を設置した運転台席がある。乗車は予約定員制で乗車券（運賃）のほか座席整理券大人500円・小児250円、掘りごたつ席・運転台席はさらに大人500円・小児250円の座席利用料金を必要とする。
2025年3月15日のダイヤ改正により、臨時区間快速と一部普通列車で61103Fが使用されるようになったため、同改正後は有料の不定期列車としては運転を休止している。

#### 臨時夜行「尾瀬夜行」「スノーパル」
東武鉄道から直通運転される夜行列車で、シーズンの週末・土曜を中心に下り列車のみ設定される。

### 過去の列車種別

#### 快速急行・急行
かつては浅草駅 - 会津高原駅（現・会津高原尾瀬口駅。会津線一部電化後は会津田島駅）間で快速急行「おじか」、後に浅草駅 - 会津田島駅間で急行「南会津」などの座席指定制列車が運転されていた。使用車両は、快速急行は6050系電車、急行は350系電車であった。AIZUマウントエクスプレスの運転開始により、当路線への直通運転は廃止となった。

#### 区間急行
2006年3月18日のダイヤ改正で設定された種別で、当路線内は各駅に停車。当路線内では上り最終の区間快速の後に会津田島駅発が1本運転されていた。2009年6月6日改正により新栃木駅で系統が分離され、当路線内での運転は廃止された。

#### 快速・区間快速（東武鉄道・会津鉄道直通）
早朝・夜間を除いて東武鬼怒川線からの列車が直通（または新藤原駅で接続）し、さらに会津高原尾瀬口駅から会津線会津田島駅まで直通していた。両種別とも、当路線内はすべて各駅に停車していた。かつては臨時快速を中心に東武鉄道の3扉・4扉通勤電車（8000系・5050系・3070系等）も使用されていたが、後にすべて6050系で運転されるようになった。2017年4月20日限りで快速・区間快速は廃止され、乗車券のみ・乗り換えなしで東京都内へ直結する列車は廃止となった。

## 使用車両
定期列車での使用車両のみ記載。

### 現在の使用車両
- 6050系電車（自社車両）
  - 線内運行の普通列車で運用。かつては東武鉄道や会津鉄道に所属する車両も使用されていたが、2022年3月12日のダイヤ改正で運用を終了し、以後は野岩鉄道所属車のみとなっている。
- 500系電車（東武鉄道所属）
  - 特急「リバティ会津」で運用。
- AT-600形・AT-650形気動車（会津鉄道所属）
- AT-700形・AT-750形気動車（会津鉄道所属）
  - 快速「AIZUマウントエクスプレス」で運用。

### 過去の使用車両
- 300系・350系電車（東武鉄道所属）
  - 急行「南会津」で乗り入れていたほか、同列車廃止後も臨時夜行列車「スノーパル」・「尾瀬夜行」で運用されていた。
- 3070系電車（東武鉄道所属）
  - 一部の普通列車や、霜取りのための回送列車として運転された。
- 5050系電車（東武鉄道所属）
  - 一部の普通列車や、霜取りのための回送列車として運転された。
- 8000系電車（東武鉄道所属）
  - いずれもかつて東武鉄道から直通する快速・区間快速で使用されていたが、乗り入れ車両の6050系への統一で当線では運行を終了した。
- キハ8500系気動車（会津鉄道所属）
  - 快速「AIZUマウントエクスプレス」で運用された。

## 利用状況

### 輸送実績
会津鬼怒川線の輸送実績を下表に記す。
表中、輸送人員の単位は万人。輸送人員は年度での値。表中、最高値を赤色で、最高値を記録した年度以降の最低値を青色で、最高値を記録した年度以前の最低値を緑色で表記している。
| 年度別輸送実績     | 年度別輸送実績                  | 年度別輸送実績                  | 年度別輸送実績                  | 年度別輸送実績                  | 年度別輸送実績  | 年度別輸送実績               |
| 年 度              | 輸送実績（乗車人員）：万人/年度 | 輸送実績（乗車人員）：万人/年度 | 輸送実績（乗車人員）：万人/年度 | 輸送実績（乗車人員）：万人/年度 | 輸送密度 人/1日 | 特 記 事 項                  |
| ------------------ | ------------------------------- | ------------------------------- | ------------------------------- | ------------------------------- | --------------- | ---------------------------- |
| 年 度              | 通勤定期                        | 通学定期                        | 定 期 外                        | 合 計                           | 輸送密度 人/1日 | 特 記 事 項                  |
| 1986年（昭和61年） | 0.6                             | 2.0                             | 58.5                            | 61.1                            | 2,268           | 開業                         |
| 1987年（昭和62年） | 1.4                             | 4.9                             | 106.0                           | 112.3                           | 1,930           |                              |
| 1988年（昭和63年） | 1.9                             | 3.9                             | 91.0                            | 96.8                            | 1,654           |                              |
| 1989年（平成元年） | 1.8                             | 3.9                             | 99.1                            | 104.8                           | 1,752           |                              |
| 1990年（平成2年）  | 2.4                             | 2.8                             | 107.0                           | 112.2                           | 1,887           | 会津鉄道会津線と直通運転開始 |
| 1991年（平成3年）  | 2.4                             | 2.9                             | 112.2                           | 117.5                           | 1,977           |                              |
| 1992年（平成4年）  | 2.4                             | 2.3                             | 105.3                           | 110.0                           | 1,843           |                              |
| 1993年（平成5年）  | 2.7                             | 2.8                             | 96.6                            | 102.1                           | 1,684           |                              |
| 1994年（平成6年）  | 3.3                             | 2.9                             | 93.8                            | 100.0                           | 1,657           |                              |
| 1995年（平成7年）  | 2.7                             | 2.7                             | 90.2                            | 95.6                            | 1,552           |                              |
| 1996年（平成8年）  | 2.1                             | 2.7                             | 82.6                            | 87.4                            | 1,425           |                              |
| 1997年（平成9年）  | 2.1                             | 2.7                             | 76.9                            | 81.7                            | 1,304           |                              |
| 1998年（平成10年） | 1.8                             | 2.8                             | 70.6                            | 75.2                            | 1,192           |                              |
| 1999年（平成11年） | 1.4                             | 2.6;                            | 69.7                            | 73.7                            | 1,169           |                              |
| 2000年（平成12年） | 1.2                             | 2.9                             | 63.6                            | 67.7                            | 1,068           |                              |
| 2001年（平成13年） | 1.2                             | 2.6                             | 64.3                            | 68.1                            | 1,052           |                              |
| 2002年（平成14年） | 1.5                             | 2.3                             | 62.2                            | 66.0                            | 1,032           |                              |
| 2003年（平成15年） | 0.6                             | 1.6                             | 59.6                            | 61.8                            | 959             |                              |
| 2004年（平成16年） | 0.9                             | 1.6                             | 53.3                            | 55.8                            | 875             |                              |
| 2005年（平成17年） |                                 |                                 | 52.8                            | 54.8                            |                 |                              |
| 2006年（平成18年） | 0.7                             | 1.5                             | 52.2                            | 54.4                            | 843             |                              |
| 2007年（平成19年） |                                 |                                 | 51.0                            | 53.5                            |                 |                              |
| 2008年（平成20年） |                                 |                                 | 49.6                            | 53.1                            |                 |                              |
| 2009年（平成21年） | 1.5                             | 2.5                             | 44.9                            | 48.9                            | 756             |                              |
| 2010年（平成22年） |                                 |                                 | 42.5                            | 46.1                            |                 |                              |
| 2011年（平成23年） |                                 |                                 |                                 |                                 |                 |                              |
| 2012年（平成24年） | 0.6                             | 1.6                             | 38.0                            | 40.2                            | 687             |                              |
| 2013年（平成25年） | 0.9                             | 1.5                             | 36.3                            | 38.7                            | 674             |                              |
| 2014年（平成26年） | 0.8                             | 1.1                             | 37.8                            | 39.7                            | 653             |                              |
| 2015年（平成27年） | 0.7                             | 0.8                             | 33.8                            | 35.3                            | 602             |                              |
| 2016年（平成28年） | 0.7                             | 0.4                             | 36.2                            | 37.3                            | 610             |                              |
| 2017年（平成29年） | 0.5                             | 0.5                             | 37.5                            | 38.5                            | 657             |                              |
| 2018年（平成30年） | 0.7                             | 0.2                             | 35.8                            | 36.7                            | 613             |                              |
| 2019年（令和元年） | 0.8                             | 0.1                             | 31.6                            | 32.5                            | 540             |                              |
| 2020年（令和2年）  | 0.6                             | 0.0                             | 13.9                            | 14.5                            | 205             |                              |
| 2021年（令和3年）  | 0.5                             | 0.0                             | 17.1                            | 17.6                            | 262             |                              |

### 収入実績
会津鬼怒川線の収入実績を下表に記す。
表中、収入の単位は千円。数値は年度での値。表中、最高値を赤色で、最高値を記録した年度以降の最低値を青色で、最高値を記録した年度以前の最低値を緑色で表記している。
| 年度別収入実績     | 年度別収入実績          | 年度別収入実績          | 年度別収入実績          | 年度別収入実績          | 年度別収入実績          | 年度別収入実績     | 年度別収入実績   |
| 年 度              | 旅客運賃収入：千円/年度 | 旅客運賃収入：千円/年度 | 旅客運賃収入：千円/年度 | 旅客運賃収入：千円/年度 | 旅客運賃収入：千円/年度 | 運輸雑収 千円/年度 | 総合計 千円/年度 |
| ------------------ | ----------------------- | ----------------------- | ----------------------- | ----------------------- | ----------------------- | ------------------ | ---------------- |
| 年 度              | 通勤定期                | 通学定期                | 定 期 外                | 手小荷物                | 合 計                   | 運輸雑収 千円/年度 | 総合計 千円/年度 |
| 1986年（昭和61年） | 3,957                   | ←←←←                    | 343,104                 | 0                       | 347,061                 | 692                | 347,753          |
| 1987年（昭和62年） | 3,763                   | 6,122                   | 572,684                 | 0                       | 582,569                 | 24,868             | 607,437          |
| 1988年（昭和63年） | 4,797                   | 5,464                   | 487,986                 | 0                       | 498,247                 | 32,652             | 530,899          |
| 1989年（平成元年） | 5,855                   | 3,726                   | 534,049                 | 0                       | 543,630                 | 32,590             | 576,220          |
| 1990年（平成2年）  | 4,012                   | 5,400                   | 571,506                 | 0                       | 580,918                 | 33,601             | 614,519          |
| 1991年（平成3年）  | 5,924                   | 4,297                   | 612,157                 | 0                       | 622,378                 | 32,984             | 655,342          |
| 1992年（平成4年）  | 6,321                   | 3,527                   | 599,457                 | 0                       | 599,457                 | 33,506             | 642,811          |
| 1993年（平成5年）  | 7,008                   | 4,769                   | 590,493                 | 0                       | 602,270                 | 33,141             | 635,411          |
| 1994年（平成6年）  | 8,699                   | 4,365                   | 580,292                 | 0                       | 593,356                 | 30,130             | 623,486          |
| 1995年（平成7年）  | 7,531                   | 4,309                   | 575,754                 | 0                       | 587,594                 | 28,752             | 616,346          |
| 1996年（平成8年）  | 6,625                   | 4,959                   | 544,105                 | 0                       | 555,689                 | 35,189             | 590,878          |
| 1997年（平成9年）  | 6,574                   | 5,539                   | 502,846                 | 0                       | 514,959                 | 36,559             | 551,818          |
| 1998年（平成10年） | 5,237                   | 5,350                   | 460,970                 | 0                       | 471,557                 | 37,883             | 509,440          |
| 1999年（平成11年） | 4,511                   | 5,218                   | 446,732                 | 0                       | 456,461                 | 36,102             | 492,563          |
| 2000年（平成12年） | 4,102                   | 5,760                   | 407,383                 | 0                       | 417,245                 | 28,644             | 445,889          |
| 2001年（平成13年） | 3,705                   | 5,420                   | 398,962                 | 0                       | 408,087                 | 29,178             | 437,265          |
| 2002年（平成14年） | 4,141                   | 5,021                   | 387,771                 | 0                       | 396,933                 | 31,678             | 428,611          |
| 2003年（平成15年） | 1,934                   | 3,107                   | 364,949                 | 0                       | 369,990                 | 39,801             | 409,791          |
| 2004年（平成16年） | 2,503                   | 2,597                   | 330,270                 | 0                       | 335,370                 | 43,928             | 379,298          |
| 2005年（平成17年） |                         |                         |                         |                         |                         |                    |                  |
| 2006年（平成18年） | 1,949                   | 2,720                   | 298,954                 | 0                       | 303,623                 | 47,854             | 351,477          |
| 2007年（平成19年） |                         |                         |                         |                         |                         |                    |                  |
| 2008年（平成20年） |                         |                         |                         |                         |                         |                    |                  |
| 2009年（平成21年） | 4,218                   | 2,459                   | 259,393                 | 0                       | 266,070                 | 48,763             | 314,833          |
| 2010年（平成22年） |                         |                         |                         |                         |                         |                    |                  |
| 2011年（平成23年） |                         |                         |                         |                         |                         |                    |                  |
| 2012年（平成24年） | 2,188                   | 2,078                   | 231,462                 | 0                       | 235,728                 | 44,844             | 280,572          |
| 2013年（平成25年） | 3,123                   | 2,464                   | 225,237                 | 0                       | 230,824                 | 50,826             | 281,650          |
| 2014年（平成26年） | 2,872                   | 1,645                   | 222,147                 | 0                       | 226,664                 | 51,676             | 278,340          |
| 2015年（平成27年） | 2,703                   | 1,269                   | 200,917                 | 0                       | 204,889                 | 49,811             | 254,700          |
| 2016年（平成28年） | 1,981                   | 680                     | 211,524                 | 0                       | 214,185                 | 51,310             | 265,495          |
| 2017年（平成29年） | 1,945                   | 815                     | 257,468                 | 0                       | 260,228                 | 52,186             | 312,414          |
| 2018年（平成30年） | 2,273                   | 329                     | 246,481                 | 0                       | 249,083                 | 52,454             | 301,537          |
| 2019年（令和元年） | 2,302                   | 217                     | 221,137                 | 0                       | 223,656                 | 53,018             | 276,674          |
| 2020年（令和2年）  | 1,792                   | 9                       | 90,378                  | 0                       | 92,179                  | 53,036             | 145,215          |
| 2021年（令和3年）  | 1,611                   | 0                       | 130,118                 | 0                       | 131,729                 | 50,466             | 182,195          |

## 歴史

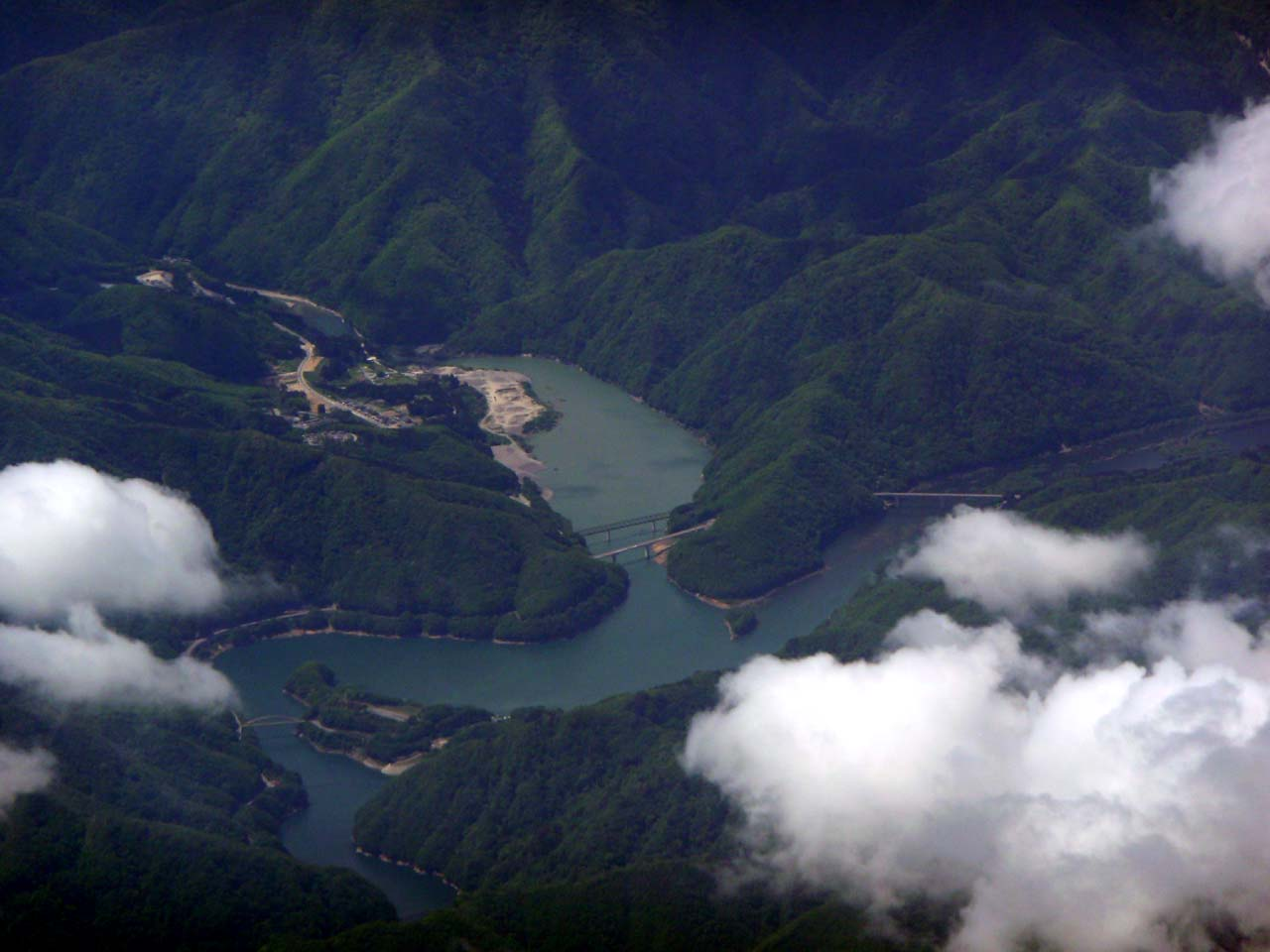
五十里湖（海尻付近）空撮画像
中央部は湯西川に架かる野岩鉄道会津鬼怒川線の湯西川橋梁と国道121号の赤夕大橋。

改正鉄道敷設法別表に掲げる予定線のうち第33号の「栃木縣今市ヨリ高德ヲ經テ福島縣田島ニ至ル鐵道…（以下略）」の一部である。北側では会津線・只見線・磐越西線を経て同表第26号の「山形縣米澤ヨリ福島縣喜多方ニ至ル鐵道」である日中線、南側では日光線を経て同表第35号の「栃木縣鹿沼ヨリ栃木ヲ經テ茨城縣古河ニ至ル鐵道」と結び、山形県米沢市と茨城県古河市を結んで奥羽本線と東北本線とを短絡する野岩羽線構想の一部を形成していた。
その後、予定線のうち今市 - 藤原については東武鬼怒川線と競合するため除外され、北側より日本鉄道建設公団建設線（野岩線）として建設が進められ、橋梁、トンネルを含むほとんどの鉄道施設が完成していたが、国鉄再建法により工事が凍結された。
しかし、鉄道の開通を目指す地元自治体などにより第三セクター方式での運営が決まり、設立された野岩鉄道が引き継いで開業した。この際、東武鬼怒川線新藤原駅に接続し直通運転を行うことが決まり、非電化で建設された路線を電化する工事を追加で実施している。

### 年表
- 1922年（大正11年）4月 - 改正鉄道敷設法別表に掲げる予定線として野岩線が登録される[22]
- 1957年（昭和32年）4月 - 野岩線を調査線に編入[22]
- 1962年（昭和37年）3月 - 工事線に格上げ[22]
- 1964年（昭和39年）4月 - 日本鉄道建設公団の工事線に指定[22]
- 1966年（昭和41年）5月7日 - 滝ノ原 - 上三依（現・上三依塩原温泉口）間9.9kmの工事が認可[22][25]（路盤工事は1970年7月までに完了[26]）。
- 1969年（昭和44年）6月 - 上三依 - 中三依（現・中三依温泉）間5.1kmの工事が認可[22]（路盤工事は1972年2月までにほぼ完了[27]）。
- 1972年（昭和47年）8月 - 中三依 - 下野川治間11.3kmの工事が認可[22]。
- 1979年（昭和54年）年末 - 運輸省の予算編成で「国鉄地方線は原則として予算化しない」方針が打ち出される[28]。
- 1980年（昭和55年）9月 - 福島・栃木両県知事が運輸大臣に第三セクター方式による運営を要望[22]。
- 1980年（昭和55年）12月 - 下野川治 - 新藤原間の工事が認可[22]。
- 1981年（昭和56年）11月20日 - 野岩鉄道株式会社設立[24]。
- 1984年（昭和59年）5月 - 運輸省・大蔵省より電化が認められる[24]。
- 1985年（昭和60年）春 - 一般公募により路線名称を会津鬼怒川線に変更[24]。
- 1985年（昭和60年）8月 - 駅名が決定する。なお下野上三依駅については、国道400号尾頭トンネル開通後には塩原温泉までバスで20分で連絡可能となるため、上三依塩原駅に改称することがこの時点で決まっていた[29][30]。
- 1986年（昭和61年）10月9日 - 新藤原 - 会津高原（現・会津高原尾瀬口）間 (30.7km) 開業[1]。東武鉄道との直通運転開始[1][24]。
- 1988年（昭和63年）10月19日 - 下野上三依駅を上三依塩原駅に改称。同駅に行違い設備新設。座席指定制快速急行列車新設。
- 1990年（平成2年）10月12日 - 会津鉄道会津線会津高原 - 会津田島間電化にともない、同線との直通運転開始。
- 1991年（平成3年）7月21日 - 急行列車「南会津」新設。独自の急行料金を設定したため、従前運行されていた座席指定制快速急行列車の種別呼称を変更。
- 2005年（平成17年）3月1日 - 急行列車廃止、快速「AIZUマウントエクスプレス」が当線に直通運転開始[7]。
- 2006年（平成18年）3月18日 - 路線愛称「ほっとスパ・ライン」使用開始[3]。中三依駅を中三依温泉駅、上三依塩原駅を上三依塩原温泉口駅、会津高原駅を会津高原尾瀬口駅に改称[31]。「AIZU尾瀬エクスプレス」が当線に直通運転開始。
- 2008年（平成20年）3月15日 - 「AIZUマウントエクスプレス」・「AIZU尾瀬エクスプレス」の停車駅に龍王峡駅・川治湯元駅・中三依温泉駅が追加される。
- 2011年（平成23年）3月14日 - 東北地方太平洋沖地震の発生に伴う計画停電の影響により、東武鉄道各線・会津鉄道会津線との相互直通運転が休止される（3月20日再開）。
- 2013年（平成25年）3月16日 - 「AIZU尾瀬エクスプレス」廃止。
- 2015年（平成27年）
  - 9月10日 - 関東・東北豪雨の影響により発生した東京電力の送電鉄塔傾斜による停電、および一部区間の線路への土砂流入等の影響により全線不通となる[32][33][34]。
  - 9月18日 - 新藤原 - 上三依塩原温泉口間で運転を再開[35][36]。
  - 9月19日 - 全線で運転を再開（ただし、上三依塩原温泉口 - 会津高原尾瀬口間は気動車のみ運行）[36][37]。
  - 12月11日 - 上三依塩原温泉口 - 会津高原尾瀬口間の電車による運行を再開[38][39][40]。
- 2017年（平成29年）4月21日 - 特急「リバティ会津」が運転開始[4][5]
- 2022年（令和4年）3月12日 - ダイヤ改正実施。「リバティ会津」「AIZUマウントエクスプレス」を含めた運行本数を上下各17本から10本に減便[41]。
- 2024年（令和6年）1月16日 - 6050系改修車両「やがぴぃカー」運行開始[15]。

## 駅一覧
- 普通列車・区間快速は全列車各駅に停車
- 快速「AIZUマウントエクスプレス」は、▽印の駅（男鹿高原駅）を除くすべての駅に停車
- 特急「リバティ会津」および臨時列車については各列車記事を参照
- 線路 … ◇・∨・∧：交換可、｜：交換不可

| 駅名               | 営業キロ | 営業キロ | 接続路線                                            | 線路 | 所在地                   |
| 駅名               | 駅間     | 累計     | 接続路線                                            | 線路 | 所在地                   |
| ------------------ | -------- | -------- | --------------------------------------------------- | ---- | ------------------------ |
| 新藤原駅           | -        | 0.0      | 東武鉄道： 鬼怒川線（特急・快速・区間快速のみ直通） | ∨    | 栃木県 日光市            |
| 龍王峡駅           | 1.7      | 1.7      |                                                     | ｜   | 栃木県 日光市            |
| 川治温泉駅         | 3.1      | 4.8      |                                                     | ◇    | 栃木県 日光市            |
| 川治湯元駅         | 1.2      | 6.0      |                                                     | ｜   | 栃木県 日光市            |
| 湯西川温泉駅       | 4.3      | 10.3     |                                                     | ｜   | 栃木県 日光市            |
| 中三依温泉駅       | 6.5      | 16.8     |                                                     | ◇    | 栃木県 日光市            |
| 上三依塩原温泉口駅 | 4.2      | 21.0     |                                                     | ◇    | 栃木県 日光市            |
| 男鹿高原駅▽        | 4.0      | 25.0     |                                                     | ｜   | 栃木県 日光市            |
| 会津高原尾瀬口駅   | 5.7      | 30.7     | 会津鉄道：会津線（特急・快速・区間快速のみ直通）    | ∧    | 福島県 南会津郡 南会津町 |